# Cardiolpium aeginense
Espèce
Synonymes
- Apolpiolum aeginense Beier, 1966

Cardiolpium aeginense est une espèce de pseudoscorpions de la famille des Hesperolpiidae.

## Distribution
Cette espèce est endémique d'Attique en Grèce. Elle se rencontre sur Égine.

## Description
La femelle holotype mesure 1,6 mm.

## Systématique et taxinomie
Cette espèce a été décrite sous le protonyme Apolpiolum aeginense par Beier en 1966. Elle est placée dans le genre Cardiolpium par Mahnert en 1986.

## Étymologie
Son nom d'espèce, composé de aegin[a] et du suffixe latin -ensis, « qui vit dans, qui habite », lui a été donné en référence au lieu de sa découverte, Égine.

## Publication originale
- Beier, 1966 : Zoologische Aufsammlungen auf Kreta. Pseudoscorpionidea. Annalen des Naturhistorischen Museums in Wien, vol. 69, p. 343-346 (texte intégral).